# Ein Fall für zwei
Ein Fall für zwei ist eine Krimiserie im ZDF und im SRF. Die Erstausstrahlung der Serie erfolgte am 11. September 1981 mit einer 75-minütigen Pilotepisode. Die Protagonisten sind ein Rechtsanwalt und ein Privatdetektiv.
Der Detektiv, Josef Matula, wurde von Episode 1 bis zur Episode 300 im Jahr 2013 von Claus Theo Gärtner gespielt. Der Rechtsanwalt wechselte von Günter Strack (bis 1988) über Rainer Hunold (bis 1997) über eine kürzere Epoche mit Mathias Herrmann (bis 2000) schließlich zu Paul Frielinghaus, der – mit Ausnahme der Folge 13 in Staffel 31 – die letzten 117 Folgen im Einsatz war. Die Serie wurde mit der 300. Episode, die am 22. März 2013 auf ORF 2 und am 29. März 2013 im ZDF lief, vorerst eingestellt.
Im Anschluss wurde vom ZDF eine Serie gleichen Namens in Auftrag gegeben. Seit 2014 verkörpern in der gleichnamigen Neuauflage der Schauspieler Wanja Mues den Privatdetektiv Leo Oswald und Antoine Monot, Jr. Rechtsanwalt Benjamin „Benni“ Hornberg.
Am 14. April 2017 um 21:15 Uhr wurde im ZDF ein neu produziertes, 90-minütiges Krimi-Special mit Josef Matula mit dem Titel Matula ausgestrahlt, das sich an die Ereignisse der ersten Serie anlehnt und am 30. März 2018 mit einem weiteren 90-minütigen Krimi-Special unter dem Namen Matula – Der Schatten des Berges fortgesetzt wurde. Am 19. April 2019 folgte die zweite Fortsetzung Matula – Tod auf Mallorca.

## Rollen und Schauspieler
Die Hauptperson der in Frankfurt am Main und naher Umgebung spielenden Fernsehserie ist der Privatdetektiv Josef Matula (Claus Theo Gärtner), der meist erfolgreich für Mandanten eines Rechtsanwaltes arbeitete, welcher die zweite Hauptperson der Serie darstellte. Oft musste Matula den wahren Mörder suchen, damit ein unschuldig Inhaftierter entlastet und der Gerechtigkeit zum Sieg verholfen wurde.

### Anwälte
Im Verlauf der Serie arbeitete Matula mit vier Rechtsanwälten zusammen: Dr. Dieter Renz, Dr. Rainer Franck, Dr. Johannes Voss und Dr. Markus Lessing.

#### Dr. Dieter Renz (Günter Strack), Episoden 1–60, 1981–1988
Dr. Renz ist ein erfahrener und viel gefragter hessischer Anwalt. Er ist ein Perfektionist und nimmt seinen Beruf sehr ernst. Von seiner Frau ist er seit Jahren geschieden (Episode 3: Das Haus in Frankreich). Seitdem scheint er keine Beziehung mehr zu führen. Zu seiner Studienzeit hat er jedoch mehr Frauenkontakt gehabt, unter anderem zu Birgit Weißenborn (Episode 3). Dr. Renz wird zudem als Genussmensch dargestellt; er ist ein begnadeter Hobbykoch, Weinliebhaber und besucht gern feine Restaurants. In seiner Freizeit spielt er Golf.
Dr. Renz fährt im Laufe der Jahre drei verschiedene Autos, zuerst einen Mercedes-Benz /8, mit dem Nummernschild F-DH 250, dann einen Opel Senator mit dem Kennzeichen F-CD 300 und eine Mercedes S-Klasse vom Typ W126 mit F-SR 99.
In Episode 60 wird Dr. Renz Opfer eines Komplotts und in Untersuchungshaft genommen. Am Ende der Episode geht er in den Ruhestand, den er mit seiner Studentenliebe Ana Susković in der Toskana verbringt.
Im Spielfilm Matula aus dem Jahre 2017 tauft Matula den Terrier, der ihn durch den Fall begleitet, Dr. Renz in Gedenken an seinen ersten Auftraggeber und Freund.

#### Dr. Rainer Franck (Rainer Hunold), Episoden 61–149, 1988–1997
Dr. Franck taucht in Episode 60 erstmals auf, als Dr. Renz einen Verteidiger für sich selbst braucht. Franck übernimmt die Kanzlei von Renz (mitsamt Sekretärin). Mit Matula teilt er dessen Liebe zum Motorradfahren und zum Billard. Bei ihrer ersten Begegnung geraten sie heftig aneinander, da Franck Matula die Freundin ausgespannt hat. Sehr schnell werden sie jedoch ein gutes Team. Mit der 60. Episode tauchte auch Umba – Dr. Francks Hund – auf, ein Golden Retriever, der von mindestens zwei Hunden dargestellt wurde.

#### Dr. Johannes Voss (Mathias Herrmann), Episoden 150–182, 1997–2000
Nachdem Dr. Franck einen Lehrauftrag in Berlin bekommt und diesen annimmt, übernimmt sein Schützling Dr. Johannes Voss dessen Kanzlei. Voss musste Franck bereits in Episode 149 Das Paar vertreten, als Franck im Krankenhaus lag. Obwohl Voss lieber boxt, zeigt er in Episode 175 Schmutzige Wäsche, dass auch er Billard spielen kann. Nach einer Weile raufen beide sich zusammen und arbeiten gut miteinander.
Dieses Team entspricht erstmals dem ursprünglichen Konzept der Serie: ein junger, dynamischer Anwalt und ein älterer, knorriger Detektiv.
In Episode 182 Morgen bist du tot wird Voss vom Killer Jochen Brenner (gespielt von Ralf Richter) erschossen. Brenner war auf Rache an Matula aus, der ihn an die Polizei verpfiffen hatte, und versucht diesen auf der Flucht zu erschießen, trifft aber stattdessen Dr. Voss, der den Folgen der Schussverletzung erliegt, noch bevor der Notarzt kommt. Nach der Beerdigung Dr. Voss’ gelingt es Matula und Dr. Lessing, Brenner aufzuspüren, und als Brenner Matula erschießen will, wird Brenner von Dr. Lessing mit Matulas Waffe erschossen.
Dr. Voss studierte zeitweilig mit dem Staatsanwalt Dr. Lessing zusammen, der nach seinem Tod sein Nachfolger als Rechtsanwalt wird.

#### Dr. Markus Lessing (Paul Frielinghaus), Episoden 183–300, 2000–2013
Dr. Lessing wurde in Darmstadt geboren, studierte Jura in Bonn und Frankfurt (zeitweilig mit Dr. Voss, woher sie sich kennen) und promovierte auch in letztgenannter Stadt. Er liebt Musik und spielt Cello. Nach dem Tod seiner Frau 1995 blieb ihm nur seine Tochter Sonja, die in London studiert. Sie tritt in den Folgen Erics Tod und Auge um Auge auf, verkörpert von zwei verschiedenen Darstellerinnen. Wie Matula hält Lessing nicht viel von Dienstvorschriften und verstößt zur Fallaufklärung auch das ein oder andere Mal gegen die Regeln. Er ist Staatsanwalt im Prozesse gegen Jochen Brenner und übernimmt nach dem Tod von Dr. Voss prompt dessen Kanzlei, obwohl er als selbständiger Anwalt zunächst unerfahren ist. Statt Markus wird er von Matula und anderen auch häufig Mark genannt.
In Episode 292 Mord im Callcenter taucht Dr. Lessing nicht auf, der Zuschauer erfährt jedoch durch ein Telefonat zwischen Dr. Lessing und Christin, dass Dr. Lessing aufgrund eines Fahrradunfalls im Krankenhaus liegt. Für den Verletzten Dr. Lessing springt sein Neffe Felix Lessing gespielt von Ludwig Blochberger ein, der eigentlich als Jurastudent ein Praktikum bei seinem Onkel beginnen sollte, jedoch dann für ihn das Mandat übernehmen muss.
Am Ende der letzten Episode 300 Letzte Worte wandert Dr. Lessing nach Südamerika aus, um dort Rinderfarmer zu werden.

### Sekretärin der Anwälte

#### Helga Sommer (Renate Kohn)
Einzig weitere durchgehende Darstellerin neben Matula bis Episode 256 ist Renate Kohn als Helga Sommer, die ab Episode 24 Chemie eines Mordes dabei ist, aber erst in Episode 118 Tödlicher Gewinn einen Nachnamen erhält (und zwar Bachmann, mit welchem sie sich gegenüber einem Anwaltskollegen von Dr. Franck, Dr. Winter, vorstellt), der (durch ein Versehen) in Episode 182 Morgen bist du tot geändert wird.
Helga ist die Sekretärin und Seele der Anwaltskanzlei. Sie arbeitet nacheinander für alle vier Anwälte, bis im Oktober 2008 vom ZDF verbreitet wurde, dass sie nicht mehr in der Serie vertreten sein wird. Nach Angaben des ZDF wollte man in das Format frischen Wind bringen. In der Handlung wurde entsprechend ein Mallorca-Urlaub eingebaut, in dem sich Helga verliebt, und auf der Mittelmeerinsel bleiben möchte.

#### Kristin Wernstedt (Caroline Grothgar)
An die Stelle von Helga tritt Kristin Wernstedt erstmals am 5. Dezember 2008 in der Episode 257 Erbarmungslose Rache. Wernstedt ist bis zum Schluss die Sekretärin.

### Polizisten und Staatsanwälte
Die Rollennamen und Darsteller der ermittelnden Polizisten und Staatsanwälte wechselten innerhalb der Serie ständig. Die häufigsten Einsätze als Polizisten hatten die Schauspieler Hans Martin Stier, Christian Pätzold und Hans Georg Panczak; als Staatsanwalt war oft Dietrich Hollinderbäumer besetzt. Erst in der Lessing-Ära gab es wiederkehrende Polizeifiguren, so zum Beispiel Allberg (dargestellt von Thomas Anzenhofer), Scharnow (Thomas Bestvater), Enders (Christian Koerner) und Wrobel (Thomas Balou Martin).

## Konzept

Logo (1981–1997)

Logo (1997–2001)

Logo (2001–2013)

Die Serie wurde von Karl-Heinz Willschrei und Georg Althammer als Alternative zu klassischen Krimiserien konzipiert, die üblicherweise Kriminalkommissare als Hauptpersonen haben – die Helden sind gezwungen, gänzlich andere Ermittlungsmethoden anzuwenden, da sie keine staatliche Vollmacht, sondern lediglich ein Kundenmandat haben. Mit der handschriftlichen Zusage auf einer Restaurantrechnung – „100 Folgen okay, C.T.G.“ – hatte Claus Theo Gärtner das Rollenangebot des Produzenten Georg Althammer angenommen. Das Schreiben der Drehbücher beanspruchte in der Regel mehrere Monate. Die Kosten für das Drehbuch lagen je Episode zwischen 12.000 und 15.000 Euro.
Im ursprünglichen Serienkonzept war die Figur des Anwalts als jung-dynamisch, die des Detektivs als „alt und knorrig“ angelegt gewesen. Dies wurde damals fallen gelassen und die Rollen stattdessen mit dem jungen Claus Theo Gärtner und dem älteren Günter Strack besetzt. Eine Kuriosität war, dass das ursprüngliche Konzept im Laufe der Jahrzehnte doch Wirklichkeit wurde.
Die Haupthandlung spielte in allen Fällen in Frankfurt am Main. Drehorte waren, abgesehen von einigen wenigen Bildern, die Frankfurt zeigten, das allgemeine Rhein-Main-Gebiet, vorzugsweise aber Wiesbaden und Umgebung, wegen der Nähe zum Sender. 
In den ersten Episoden befand sich die Anwaltskanzlei in der Nähe des Schauspielhauses bzw. der Oper Frankfurt und später im Intercontinental Hotel. Die Innenaufnahmen wurden jedoch stets im Intercontinental Hotel – jedoch in anfangs oft verschiedenen Zimmern/Suiten – gedreht. Das Büro von Dr. Franck war bis einschließlich Episode 109 („Tod im Fahrstuhl“) in einem Bürohaus in der Frankfurter Walter-Kolb-Straße 9–11, welches sowohl für die Innen- als auch für die Außenaufnahmen verwendet wurde. Ab der Episode 110 („Gelegenheit macht Mörder“) befand sich die Kanzlei damalige Büro Center Nibelungenplatz (heute City Gate) im Frankfurter Nordend. Der in den Episoden stets gezeigte Rundblick auf die Frankfurter Skyline war ein Erkennungsmerkmal der Serie.

### Kürzung und Veränderung der Episoden
Im Rahmen einer Umgestaltung des Freitagsprogramms beim ZDF wurden die neuen Episoden der Serie sowie die Wiederholungen um etwa fünf Handlungsminuten gekürzt. Zudem wurde der Abspann durch Werbefilme ersetzt. Die Gesamtlaufzeit der Episoden im ZDF betrug daher rund 55 Minuten. Seit 2008 gab es einen veränderten Filmstil mit rasanten Schnitten. Außerdem wurde die Titelmelodie bei jedem Wechsel des Anwalts modernisiert, in der Ära Lessing gleich zweimal (die erneuerte Version unterschied sich von der ersten Lessing-Version nur leicht). In der Neuauflage mit dem vollständigen Wechsel der Darsteller wird der Anfang der bekannten Melodie zitiert, die Komposition und der Stil ist jedoch vollkommen anders als bisher.

### Ende der Serie
Ende Oktober 2011 gaben Claus Theo Gärtner und Paul Frielinghaus bekannt, nach dem Dreh der 300. Episode nicht mehr in der Serie mitzuspielen. Gärtner plante nach seinem Ausstieg, eine einjährige Reise durch Amerika zu unternehmen. „Ich habe mir gedacht, nach 30 Jahren habe ich eine größere Pause verdient“, sagte er, ließ aber die Möglichkeit offen, danach doch wieder einzusteigen, falls er gefragt werden sollte. Als einer der dienstältesten ZDF-Ermittler übertraf Matula schließlich auch Stephan Derrick (gespielt von Horst Tappert), der es auf 281 Episoden von Derrick brachte. Claus Theo Gärtner hat laut ZDF für die Serie rund 3.200 Drehtage absolviert, zusammengerechnet also fast neun Jahre.

### Episodenliste
- → Hauptartikel: Ein Fall für zwei/Episodenliste

## Ausstattung

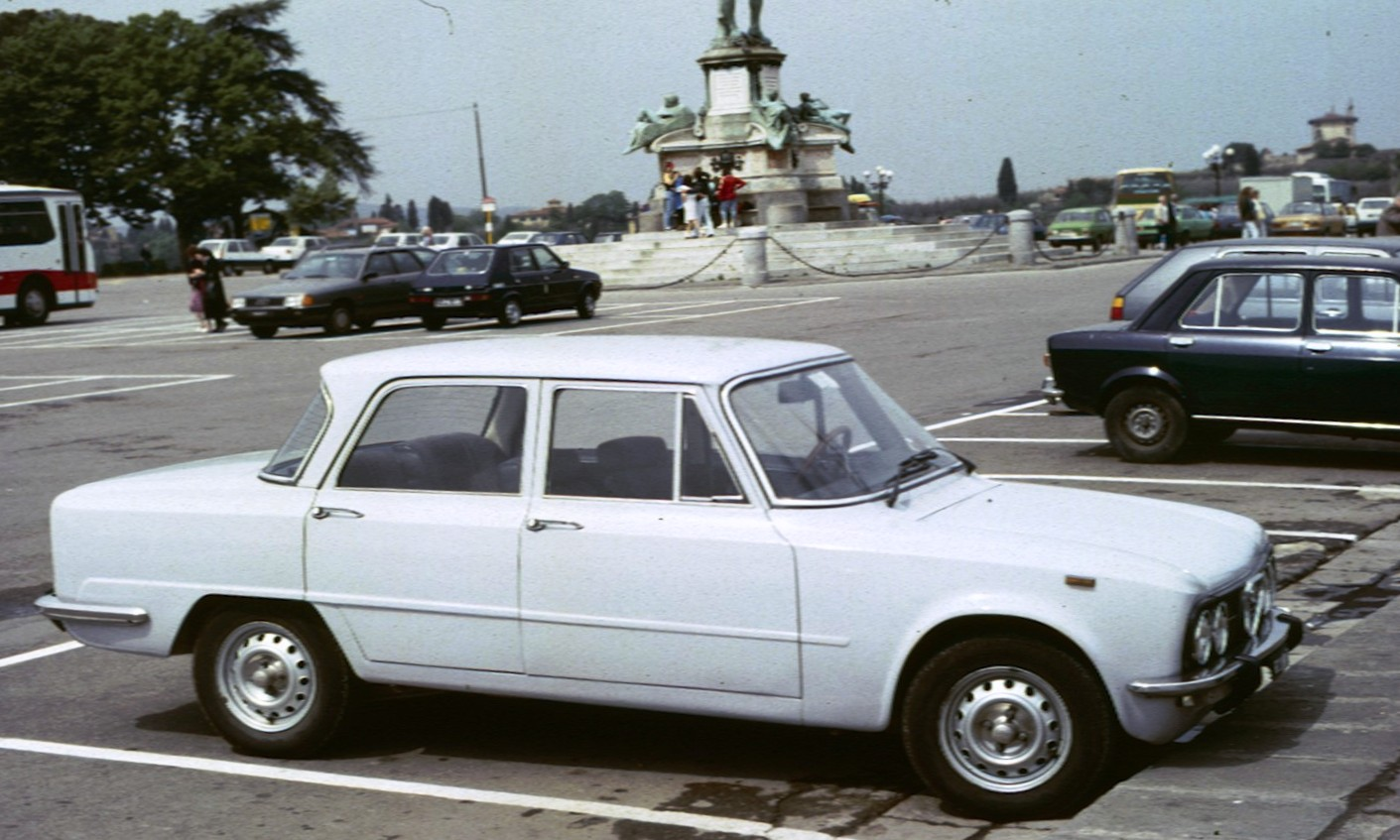
Alfa Romeo Giulia Nuova

- Matulas erstes Dienstfahrzeug war eine weiße Alfa Romeo Giulia Nuova Super 1600, die er 1983 nach einem Unfall in der Episode „Totes Kapital“ durch eine Alfa Romeo Giulietta ersetzte. In den nachfolgenden Folgen fuhr er wieder den alten Alfa. Ab 1986 wechselte er zu einem weißen Audi 90 Quattro. 1987 war er noch in wenigen Episoden mit einem damals neu auf den Markt gekommenen Audi 80 unterwegs. Anschließend fuhr er die jeweils aktuelle Mittelklasse-Limousine von Alfa Romeo, immer in Silbermetallic-Lackierung; es waren die Modelle Alfa Romeo Giulietta, Alfa Romeo 75, Alfa Romeo 155, Alfa Romeo 156 und Alfa Romeo 159.[21]
- Dr. Renz fährt in den ersten Episoden einen Mercedes-Benz /8, später einen Opel Senator A2 und zuletzt eine Langversion der Mercedes S-Klasse, einen 300 SEL. Sein bisheriger Wagen wird dann in den nächsten Episoden von verschiedenen Personen der Handlung benutzt, bis er schließlich irreparable Unfallschäden hat.
- Alle Anwälte haben die gleichen Stühle in ihren Büros, es handelt sich um einen Bürostuhl und zwei Besucherstühle der Version Softpad aus der Serie Aluminium Group, entworfen von Charles Eames.
- Da die Drehorte teilweise außerhalb Frankfurts lagen, stattete man örtliche Fahrzeuge zur Wahrung eines authentischen Filmsets mit Frankfurter Kennzeichen aus. Dabei wurden oft Kennzeichenkombinationen mit Buchstaben verwendet, die damals gar nicht ausgegeben wurden, so die Buchstaben B, F oder I. Gärtner berichtete später in einem Interview, dass er einmal bei einer Privatfahrt mit einem Filmauto und 40 gefälschten Kennzeichen im Kofferraum (sowie zwei abgesägten Schrotflinten aus der Requisite) von der Polizei gestoppt wurde.

## Rezeption
- Die Serie wurde in über 50 Länder verkauft.[22]
- Die Gruppe Anajo verwendete 2004 für ihren Titel Ich hol Dich hier raus Motive der Titelmusik.
- In der ZDF-Serie Lerchenberg wurde Sascha Hehn als Matulas Nachfolger vorgestellt. In der zweiten Episode der Serie ist der Vorspann von Ein Fall für zwei mit Sascha Hehn zu sehen.

## Gastauftritte
- In Episode 200 (Albträume) treten Otto Sander und Volker Lechtenbrink jeweils nur für einige Sekunden auf, ohne dass sie eine größere Rolle darin spielen[23].
- In Episode 225 (Tödliche Verbindung), erstmals ausgestrahlt am 11. Februar 2005, spielt Axel Schulz einen Bodyguard, von dem Matula im Laufe der Handlung niedergeschlagen wird.[24][25]
- In Episode 281 (Der Fall Matula), die am 9. Dezember 2011 ausgestrahlt wurde, spielte der frühere Staatssekretär und Regierungssprecher Hessens, Dirk Metz, einen Justizvollzugsbeamten.[26]